# 凱瑟琳·哈德威克
凱瑟琳·哈德威克（Catherine Hardwicke 1955年10月21日）是一位美國電影導演、編劇、美術指導，著名作品包括奧斯卡提名《芳齡十三》（與妮琪·利德合寫）、《聖誕頌》、《暮光之城：無懼的愛》和《血紅帽》，其中《暮光之城》的周末票房為有史以來女導演作品之最。

## 外部連接
- 官方网站
- 凱瑟琳·哈德威克在互联网电影资料库（IMDb）上的資料（英文）
- Thirteen review and interview（页面存档备份，存于）